# Exchange Stabilization Fund
Der Exchange Stabilization Fund (ESF) ist ein Fonds des Finanzministerium der Vereinigten Staaten, der normalerweise für Wechselkursinterventionen benutzt wird. Dies gibt der US-Regierung die Möglichkeit, direkt die Wechselkurse zu beeinflussen, ohne die inländische Geldmenge zu beeinflussen.
Der ESF wurde im Zuge des Gold Reserve Acts 1934 gegründet. Mit dem Einverständnis des Präsidenten kann er in den Bereichen Gold, Devisen und anderen Kredit- und Wertpapierinstrumenten aktiv werden.
Im Juni 2008 hielt der Fonds Vermögenswerte im Wert von $51.2 Milliarden US-Dollar. Im Februar 2009 hielt der Fonds nur noch Euro und Yen im Wert von $24.8 Milliarden US-Dollar. Außerdem soll der Fonds im Zuge der Finanzkrise im 4. Quartal 2008 nicht in die Devisenmärkte eingegriffen haben.
Als im September 2008 im Zuge der Pleite der Investmentbank Lehman Brothers Anleger in Großen Mengen Geld aus den Geldmarktfonds abzogen, kündigte das US-Finanzministerium an, die Anleger mithilfe von 50 Mrd. US-Dollar des Börsenstabilisierungsfonds vor Verlusten zu schützen.
Auch in den 90er Jahren kam der Fonds bereits für Rettungsaktionen zum Einsatz.
Einige Leute glauben, dass der Fonds benutzt wird, den Goldpreis im Falle einer Panik zu drücken.